# Dongtai
Dongtai (vereenvoudigd Chinees: 东台; traditioneel Chinees: 東台) is een stad en een arrondissement in de prefectuur Yancheng in de Chinese provincie Jiangsu. Bij de volkstelling van 2020 had de stad zelf 524.562 inwoners, het arrondissement had 888.410 inwoners.
De stad Dongtai zelf, eigenlijk een satellietstad van Yancheng, ligt iets zuidelijker dan het stadscentrum van Yancheng en is het meest zuidelijk deelgebied van de stadsprefectuur. Het is gelegen aan de oostkust van China en grenstaan de Gele Zee.
Dongtai is gelegen aan de G15 autosnelweg, gekend als de Shenhai Expressway, en de spoorweg Xinyi–Changxing.
Aan de kustlijn ligt de werelderfgoedsite Trekvogelreservaten langs de kust van de Gele Zee en de Golf van Bohai